# Нечай Степан Омелянович
Степан Омелянович Неча́й (нар. 11 листопада 1941, Зборів — пом. 19 травня 2003, Тернопіль) — український живописець; член Спілки радянських художників України з 1976 року. Член Національна Спілки художників України; Заслужений художник України з 2000 року. Чоловік художниці Світлани Нечай-Сороки.

## Біографія
Народився 11 листопада 1941 року у місті Зборові (нині Тернопільський район Тернопільської області, Україна). У 1957 році закінчив середню школу у Зборові; у 1963 році — Одеське державне художнє училище імені М. Б. Грекова; упродовж 1963—1972 років з перервами навчався на факультеті живопису у Київському художньому, де його викладачами були зокрема Володимир Костецький, Анатолій Пламеницький, Михайло Хмелько і Віктор Шаталін.
З 1972 року працював на Тернопільському художньо-виробничому комбінаті Художнього фонду України. Жив у Тернополі, в будинку на вулиці Князя Острозького, № 26 квартира 25. Помер у Тернополі 19 травня 2003 року.
|             |                                   |                              |  |  |
| у майстерні | Португалія, середина 1980-х років | з дітьми Кірою і Владиславом |  |  |

## Творчість
Працював у галузі станкового живопису, створював тематичні картини, пейзажі, портрети, натюрморти у реалістичному стилі. Серед робіт:
- «Червона дванадцятка» (1974);
- «Весна на Поділлі» (1974);
- «Листи живим» (1975);
- «Алея» (1976);
- «Розмова про землю» (1977);
- «І. Брикса» (1977);
- «На трасі газопроводу „Союз“» (1978);
- «Чемпіон тундри» (1979);
- «Березові тіні» (1979);
- «Перші жнива» (1980);
- «Весняні квіти» (1980);
- «Натюрморт з самоваром» (1980);
- «У рідному краї» (1980);
- «Нульовий цикл сятинської компресорної» (1980);
- «Переможець соцзмагань» (1981);
- «Троянди» (1981);
- «На лісосплаві» (1982);
- «Натюрморт із трояндами» (1983);
- «Тарас Шевченко в Почаєві» (1983);
- «На Західному напрямку» (1984);
- «Леся» (1985);
- «Солдатки» (1985);
- «С. Хомський» (1985);
- «А. Карпенко» (1986);
- «Теплий ранок» (1987);
- «Діалог» (1988);
- «Тяжкі колоски» (1989);
- «Соломія Крушельницька» (1997);
- «Пророк» (1997);
- «Під Берестечком» (1998);
- «Останній сніг» (1999);
- «На початку березня» (2000).

Виконав серію зображеннь архітектурно-культових та історичних споруд: «Воздвиженська церква», «Березневе сонце», «Тернопільський замок», «Церква в Плугові», «Козацька церква у Седневі» (1990-ті).
діорами
- «Спалення села» (1986—1987, Музей «Молотківська трагедія» у селі Молоткові);
- «Зборівська битва» (1993—1995; у співавторстві з дружиною Світланою Нечай та живописцем Аркадієм Сорокою); у Музеї "Зборівська битва" у м.Зборів.

|         |                 |                     |                   |              |
| Троянди | Вечір на Різдво | Сонячний день. Маки | Вечір в Медоборах | Теплий ранок |

|             |        |                                          |                 |                     |  |
| Захід сонця | Левада | Фрагмент діорами «Зборівська битва 1649» | Битва у розпалі | Карпатські полонини |  |

Брав участь у міських, обласних, всеукраїнських, зарубіжних мистецьких виставках з 1973 року. Виставки проходили у Тернополі,
Львові, Москві, Пензі (обидва Росія), Слівені (Болгарія). Персональні виставки відбулися у Тернополі у 1991—1992 роках, посмертні у 2006, 2011, 2016 роках та у 2021 р. в листопаді, присвяченній 80-ти річчю від дня народження митця, також Хмельницькому у 2012 році (посмертна).
Окремі роботи художника зберігаються у Тернопільському краєзнавчому музеї, Тернопільському художньому музеї, Бережанському, Заліщицькому краєзнавчих музеях і музеї «Театральна Тернопільщина» в Копичинцях, а також у приватних колекціях по цілому світу:
у Греції, Ізраїлі, Італії, США, Канаді, Німеччині, Австрії, Польщі, Україні.
Ім'я живописця занесено в список Лондонського видання каталогу 1989 року «Російські та радянські художники з 1900 по 1980 роки».

Нечай Степан «Теплий ранок»,
150 х 236 см, олія на полотні.

Нечай Степан. «В Медоборах.»
50 х 69 см. Олія на полотні.